# A 29-Cent Robbery
A 29-Cents Robbery es un cortometraje de drama mudo estadounidense de 1910 producido por la Thanhouser Company. La película presenta el debut fílmico de Marie Eline en el rol principal como Edna Robinson, una joven chica que frustra un intento de robo y saqueo a la casa de su familia. Todo lo que el ladrón llega a tomar es su banco de juguete, el que contenía 29 céntimos. Edna termina encargándose de atrapar al ladrón después de que la policía falle en la tarea. Fue valorada positivamente por la crítica y fue vista a través de los Estados Unidos. La película fue el primer rollo dividido de Thanhouser, y que contenía este corto y The Old Shoe Came Back en un solo rollo.

## Trama
Un ladrón se cuela en la casa de los Robinson con la intención de saquearla. Es descubierto por una joven, Edna Robinson, y huye tomar sólo su banco de juguete que contiene la suma total de 29 céntimos USD, (equivalente a $8 en 2020). Está tan molesta por el robo de su banco que los padres deciden informar la policía. Van a la estación policial a denunciar el robo, pero la policía se ríe de ellos. Los padres vuelven a casa y le comentan a Edna que la policía no hará nada, lo que la hace aun más decidida. Así que Edna va a la estación policial por su cuenta  informa al capitán de la policía el robo y sus detalles. Asigna a sus agentes para trabajar en el caso y ellos arrestan a varios hombres que carguen con bancos de juguete. Luego le piden a Edna para identificar al ladrón, pero dice que no está presente. La policía pone en libertad a los hombres y Edna decide tomar la tarea por su cuenta. Entonces recibe un silbato policial  y empieza investigar por su propia cuenta, finalmente encontrando al ladrón.

## Reparto
| Actor       | Personaje     |
| ----------- | ------------- |
| Marie Eline | Edna Robinson |
| Grace Eline |               |

## Producción
No hay consenso sobre quién fue el director de la película, pero dos directores de Thanhouser era posibles. Barry O'Neil era el nombre artístico de Thomas J. McCarthy, quién dirigió muchas películas importantes de Thanhouser, incluyendo su primer carrete de dos bobinas, Romeo y Julieta. Lloyd B. Carleton era el nombre artístico de Carleton B. Little, un director quién se quedaría con la Thanhouser Company por un breve tiempo, y se trasladaría Biograph Company en el verano de 1910. Los de American Film Institute acredita a Barry O'Neil como director. El historiador cine Q. David Bowers no atribuye cualquiera como el director de esta producción en concreto, pero atribuye a Blair Smith como el camarógrafo. La película fue el debut de Marie Eline, que luego llegó a ser conocida y famosa como "The Thanhouser Kid". Su hermana mayor, Grace Eline, más tarde recordó estar en esta producción de Thanhouser. Grace Eline no se volvió una miembro oficial del Thanhouser Company hasta 1913.

## Lanzamiento y recepción
El carrete de drama, de aproximadamente 230 m, fue lanzado el viernes 15 de abril de 1910. Otro corto, The Old Shoe Came Back fue también incluido en el carrete, haciéndolo un carrete dividido. Fue también el primer lanzamiento de carrete dividido de la Thanhouser Compay. Esta lanzamiento fue el primer lanzamiento hecho un viernes de la Thanhouser, cambiando su martes de lanzamiento semanal. Según un anuncio en Moving Picture News, las fechas de lanzamiento semanales fueron cambiadas a petición de expositores.
La película recibió críticas positivas. The Morning Telegraph dijo que la historia era demasiado descabellada para ser creíble, pero que estaba hecha de una manera divertida. The Moving Picture World declaró que la actuación y el trabajo de la cámara era satisfactorio. La película fue publicitada en numerosos estados, a veces como comedia, por teatros en Indiana, Kansas, Nueva York, y Pensilvania.